# Agathia albipunctulata
Agathia albipunctulata är en fjärilsart som beskrevs av Max Joseph Bastelberger 1911. Agathia albipunctulata ingår i släktet Agathia och familjen mätare. Inga underarter finns listade i Catalogue of Life.